# Cantone di Alès-3
Il Cantone di Alès-3 è una divisione amministrativa dell'arrondissement di Alès.
È stato costituito a seguito della riforma approvata con decreto del 24 febbraio 2014, che ha avuto attuazione dopo le elezioni dipartimentali del 2015.

## Composizione
Oltre a parte della città di Alès, i comuni appartenenti al cantone sono i seguenti 13:
- Castelnau-Valence
- Deaux
- Euzet
- Martignargues
- Méjannes-lès-Alès
- Monteils
- Saint-Césaire-de-Gauzignan
- Saint-Étienne-de-l'Olm
- Saint-Hilaire-de-Brethmas
- Saint-Hippolyte-de-Caton
- Saint-Jean-de-Ceyrargues
- Saint-Maurice-de-Cazevieille
- Vézénobres